# Cot Rheng
Cot Rheng is een bestuurslaag in het regentschap Pidie van de provincie Atjeh, Indonesië. Cot Rheng telt 394 inwoners (volkstelling 2010).